# 小田急70000形電車
小田急70000形電車（おだきゅう70000がたでんしゃ）は、2018年（平成30年）から小田急電鉄が運用している特急用車両（ロマンスカー）。
小田急では、編成表記の際「新宿寄り先頭車両の車両番号（新宿方の車号）×両数」という表記を使用しているため、本項もそれに倣い、特定の編成を表記する際には「70051×7」もしくは「70052×7」と表記する。また、7000形は「LSE車」、30000形は「EXE車」、50000形は「VSE車」、60000形は「MSE車」、本形式70000形は「GSE車」、箱根登山鉄道箱根湯本駅へ乗り入れる特急列車については「箱根特急」、小田原方面に向かって右側を「山側」・左側を「海側」と表記する。

## 概要
老朽化したLSE車の置き換えとロマンスカーの更なるサービス向上を目的として、2編成14両が製造され、第1編成は2017年（平成29年）12月4日に落成し、2017年12月5日に報道公開され、翌2018年（平成30年）2月25日に一般者向けの試乗会が行われた。
2018年3月17日のダイヤ改正より営業運転を開始し、第2編成は同年7月11日から運行開始した。
2018年10月3日にグッドデザイン・ベスト100を受賞。2018年10月31日にグッドデザイン金賞（経済産業大臣賞）を受賞。2019年5月23日に第62回ブルーリボン賞を受賞。
"Graceful Super Express"（略して「GSE」）という愛称がつけられている（Gracefulは「優雅な」の意）。

### 導入の経緯
VSE車で運転される列車の特急券は、就役から13年が経過した2018年時点でも競争率が高く、購入しにくい状況が続いていた。一方でLSE車は就役から37年が経過し、他の特急車両と比較して相対的にサービスの品質が低下しつつあった。
このような状況を踏まえ、より多くの旅客にロマンスカーに乗って箱根を訪れて欲しいという思いと、LSE車の置き換えの2点を目的として登場したのが本形式である。
小田急電鉄では本形式の登場に先んじて、2012年に社内に部門横断的なプロジェクトを発足させており、「箱根につづく時間（とき）を優雅に走るロマンスカー」をコンセプトに居住性、眺望性、機能性ばかりでなく安全面、環境面などさまざまな面で機能拡充を図っており、観光を意識し、展望席などの歴代小田急ロマンスカーが持っているものを取り入れた「非日常性」と、全席へのコンセントの設置やVSE車より増加した定員など、「モーニングウェイ」・「ホームウェイ」などの通勤向け特急に使用可能な「日常性」を合わせ持つ車両として登場した。

## 車両概説

### 車体
外観・内装デザインはVSE車・MSE車に続いて建築家の岡部憲明が担当している。
GSE車の車体はアルミ合金製のダブルスキン構造で、強度の向上と軽量化を図っている。安全対策として、小田急電鉄での最悪の踏切事故である衝突速度85.5 km/hで25 tトレーラとの正面衝突を想定して、展望席にクラッシャブルゾーンとサバイバルゾーンを設けたほか、2次衝突を考慮して、乗客が重篤な怪我に至らない工夫を施している。さらに、車両間にアンチクライマと衝撃吸収材を装備して、編成全体で衝撃を吸収する構造とすることで客室を守る構造とした。外板の塗色はバラの色を基調とする「ローズバーミリオン」■、屋根部は深い赤色の「ルージュボルドー」■である。側面の窓下に小田急ロマンスカーの伝統カラーである「バーミリオンオレンジ」■の帯をあしらっており、床下台枠覆部は「ムーンライトシルバー」■としている。側面の窓は、VSE車・MSE車よりも30 cm高い100 cmとした曲面ガラスであり、先頭車両の前面の窓もVSE車より約30 cm拡大された大形の3D曲面ガラスである。また、電動車の2・5号車の床下台枠覆部には、床下にパワーユニットである制御装置を搭載しているため、その影響による制御装置の冷却不足を補うためのエアーインテークを設けている。
従来前面展望席付きの小田急ロマンスカーは全形式が11連もしくは10連の連接台車構造とされてきたが、本形式では連接台車の採用を断念し、EXE車やMSE車同様の20 m級ボギー台車構造とした。7両編成とすることで、従来の連接車編成とほぼ同じ編成長に収めている。
乗り心地向上のため、車体の左右振動を低減させるフルアクティブ式車体動揺防止制御装置を全車に装備している。機器はカヤバ製が開発した「ASTRIC（Active Suspention  System with Triple Control Modes）」を採用した。これは、アクチュエータ・加速度センサー・制御装置の3つで構成されたシステムであり、車体と台車の間に小型・軽量のアクチュエータを取付けており、車体に設置した加速度センサーで車体の振動を検知して、それを制御装置で車体の揺れを抑える力に計算した後に、その力を配線を介してアクチュエータに指令を送り、車体の揺れを減衰させる方向に作動させて振動を抑制している。アクチュエータは電気エネルギーを油圧に変換する電動油圧式を採用して、安定でかつ高い応答性を持っており、パッシブダンパの機能も持ち合わせているため、その機能への切替が可能である。

### 内装
先頭車両と中間車両で異なる天井構造としており、先頭車両は先頭側最前部に展望席を16席配置しているが、荷棚はすべて無くして1両すべてが展望エリアとなるような開放感を創出している。中間車両は荷棚は設けているが、その下面に空に浮かぶ雲をイメージした人工大理石とガラスを使用することで荷棚特有の閉塞感を無くしている。また、荷棚以外にも随所に人工大理石を使用することで、車窓風景に溶け込むデザインとしている。屋根上の2台の空調機の配置を工夫して高い天井とすることで開放感を出すとともに、客室と出入口デッキの仕切りにガラスと車端部に鏡をそれぞれ採用して、天井が隣の車両と繋がるように見せる空間演出することで客室空間ボリュームを出している。また、付随車を除く二段式のラゲージスペースを各車両デッキ付近に設置している。
座席は、展望席1列目を除き腰掛の幅が475 mmとしており、これは小田急ロマンスカーとしては最大である。座面の高さを従来より20 mm高い440 mmとして立ち上がり易いようにしている。シートピッチはMSE車と同じ983 mmとしているが、前席の間に国内線旅客機持ち込みサイズの荷物を置いても余裕があり、座席下にも同サイズの荷物を収容できるスペースを確保している。肩握りの形状に工夫を加えて、走行中に通路を歩行する際や腰掛から立ち上がる際の補助として使用できるようにしている。また妻面（車端）の座席は妻面からの腰掛中心寸法を993 mmとすることで、そこでの閉塞感を解消しており、すべての座席の肘掛下にAC100Vのコンセントを設置し、肘掛に収納式のインアームテーブルを採用して、腰掛を向かい合わせにしても両者が使用できるようにした。4号車には着脱可能な車椅子対応座席を2つ設置しており、取り外すことで車椅子スペースの拡大をはかっている。なおこの腰掛は座面高さを一般的な車椅子と同じ高さにしている。シート張地デザインは造形作家の岡崎乾二郎が手掛けており、すべての座席で2席ワンセットとしたデザインとしている。
出入口デッキにおいては、手すりの形状を工夫して、子供から年寄りまですべての乗客が使いやすい形状としており、客室扉乗降口部では、駅停車時前に出入口足元LED灯の開扉側を点減させて開扉方向を案内すると共に、扉が開いている間は出入口足元LED灯を点灯させて足元の照度を確保しているほか、PTCヒータと連結間に仕切扉を設置して寒冷対策とデッキでの携帯電話での通話での使用時の空調環境を考慮している。
表示装置は車内案内表示器 (TVOS) と車外案内表示器がある。前者は19.2インチ横長LCD表示器を客室内妻面通路上部に設置しており、列車名・行先・停車駅・乗換案内・車内設備案内などを日本語と英語で表示する。輸送障害発生時での運行情報やTIOS画面で任意に選択して表示可能な異常時案内、箱根交通情報の表示機能を有しており、後者は、フルカラーLED表示器を各車の側面上部に設置しており、愛称名・列車号数と行先を交互に表示する。駅停車直前や発車直後にアニメーションを表示する機能と事前に取り込んだBMP形式の画像データを表示することができる任意愛称表示機能を有している。
車内Wi-Fiシステムを設置しており、1号車と7号車に中央サーバを設置してTIOSと接続されており、車両間の端末サーバとWi-Fiアクセスポイントの間を1 Gbpsの容量のイーサネット (Ethernet) により繋いで、無線LAN (Wi-Fi) でスマートフォンやタブレット端末に行先・停車駅や異常時案内など運行に関する情報を8言語で提供するとともに、運転室に設置した展望カメラからのライブ映像や、沿線情報や乗務員が作成したコンテンツなどを配信するRomancecar Linkを配信する、また、これとは別に無料インターネット接続サービスを提供している。
戸閉装置は引戸構造であり、ドア鴨居部に空気駆動式のものを設置している。戸閉力弱め制御装置を組合わせることで、閉扉後の6秒間は戸閉力を弱めて戸挟み防止できる機能を有し、終端駅での車内清掃時において各車の扉を任意に開閉できる半自動機能を有している。また非常用ドアコックにはリミットスイッチを設け、TIOSでコック操作の早期発見とハンドル位置の状態検知を行なっている。
車内防犯の強化を目的として、防犯カメラを1両当たり客室内に2台とデッキ部に3台設置している。解像度は640×480、フレーム数は5 fps、記録時間は72時間としている。運転室や車掌室のTIOS画面でリアルタイムのカメラ映像を確認でき、走行中に乗降扉の開扉を検知した時や非常通報装置が扱われた時には、その箇所の画像が自動的にTIOS画面に表示される機能を有している。
放送装置は高音質ステレオタイプを採用し、外部音声入力機能を車掌室に備えている。オーディオ機器などの音声を出力することも可能であり、自動放送装置はTIOSからの各種情報を基に始発駅停車中や終着駅停車直前に自動でBGM放送を行うことが可能な仕様である。
2号車と6号車に女性専用トイレと男子小便用トイレ、4号車には男子小便用トイレとオスメイト対応および改良形ハンドル形電動車椅子に対応が可能な「ゆったりトイレ」をそれぞれ設置している。すべての洋式便座に温水洗浄機能を設けている。
従来の売店による販売形態からワゴンによる販売形態となったため、車内の売店は廃止されており、車内販売業務に必要な設備を備えた車販準備室を4号車の小田原方に設置しており、販売ワゴン2台を収容できるスペースを確保している。また4号車には、体調不良時での休憩や授乳などに使用できる多目的室を設置している。
車内の天井照明は色温度が3000KのLED照明を使用した間接照明としており、TIOSにより走行中に輝度を下げて始発駅停車中と終着駅停車中は輝度を上げることができる調光機能を有している。また、前部標識灯や後部標識灯にもLED照明を採用し、両者とも断芯検知機能を有している。

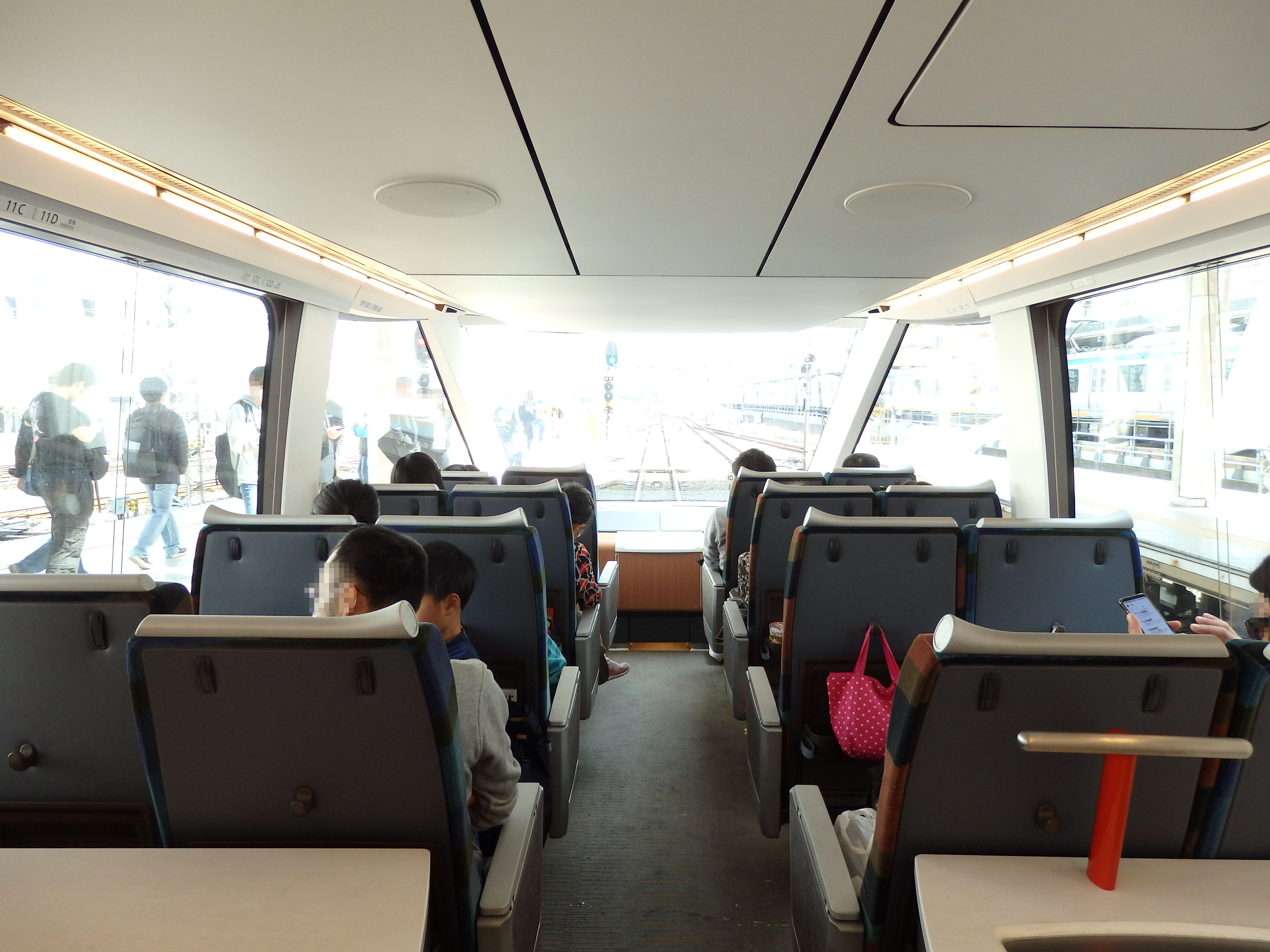
先頭車の展望席
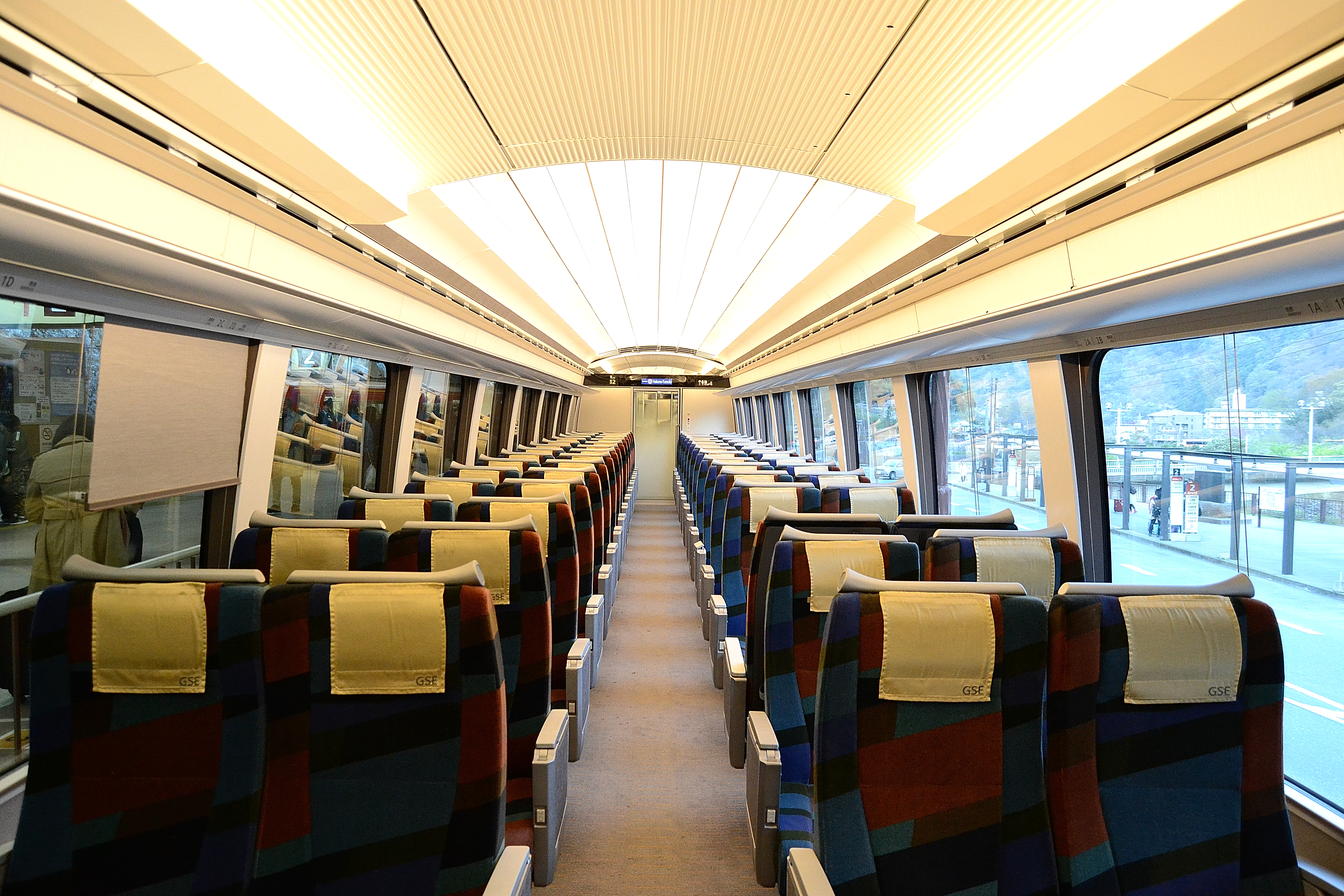
中間車の車内の様子
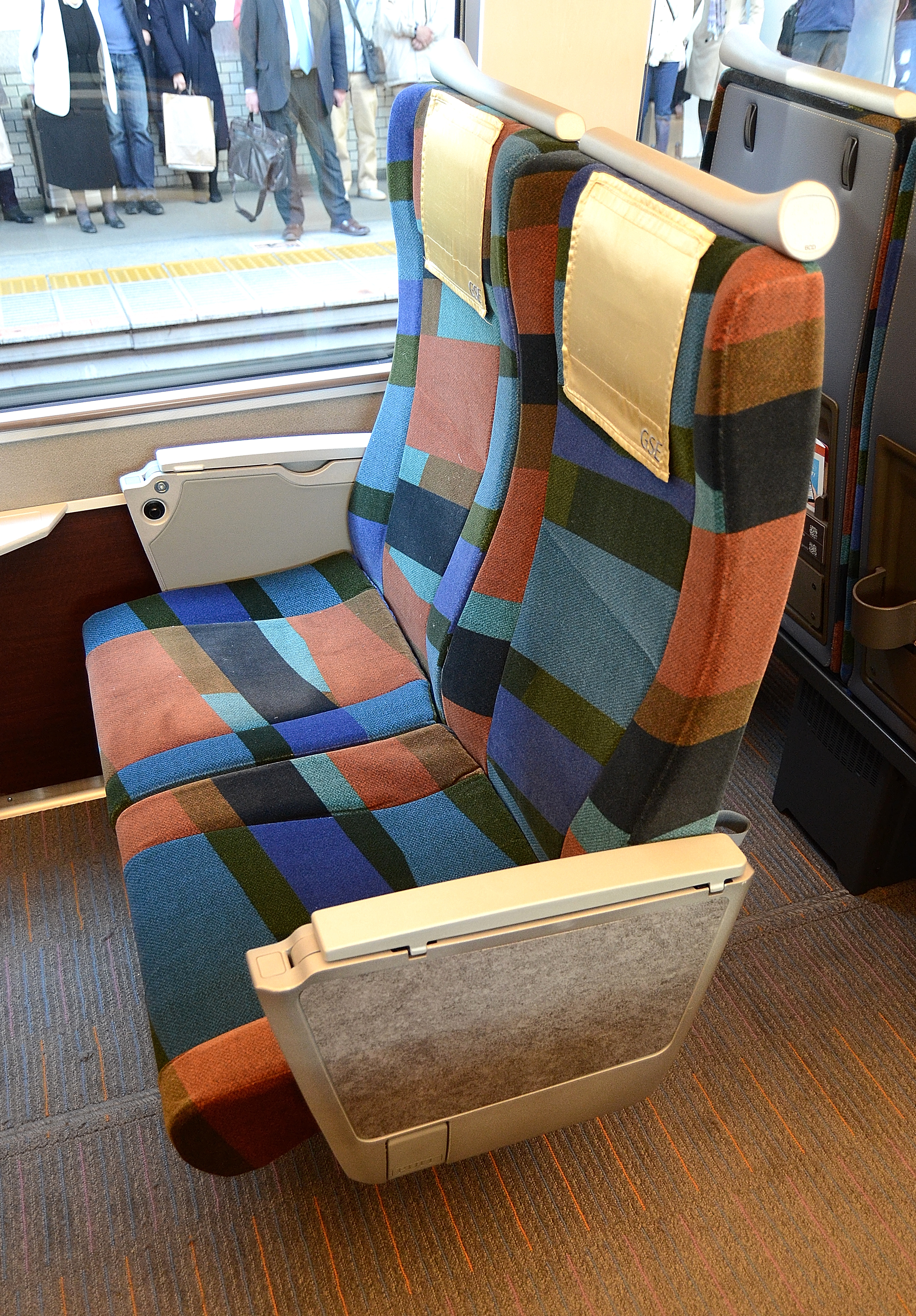
座席
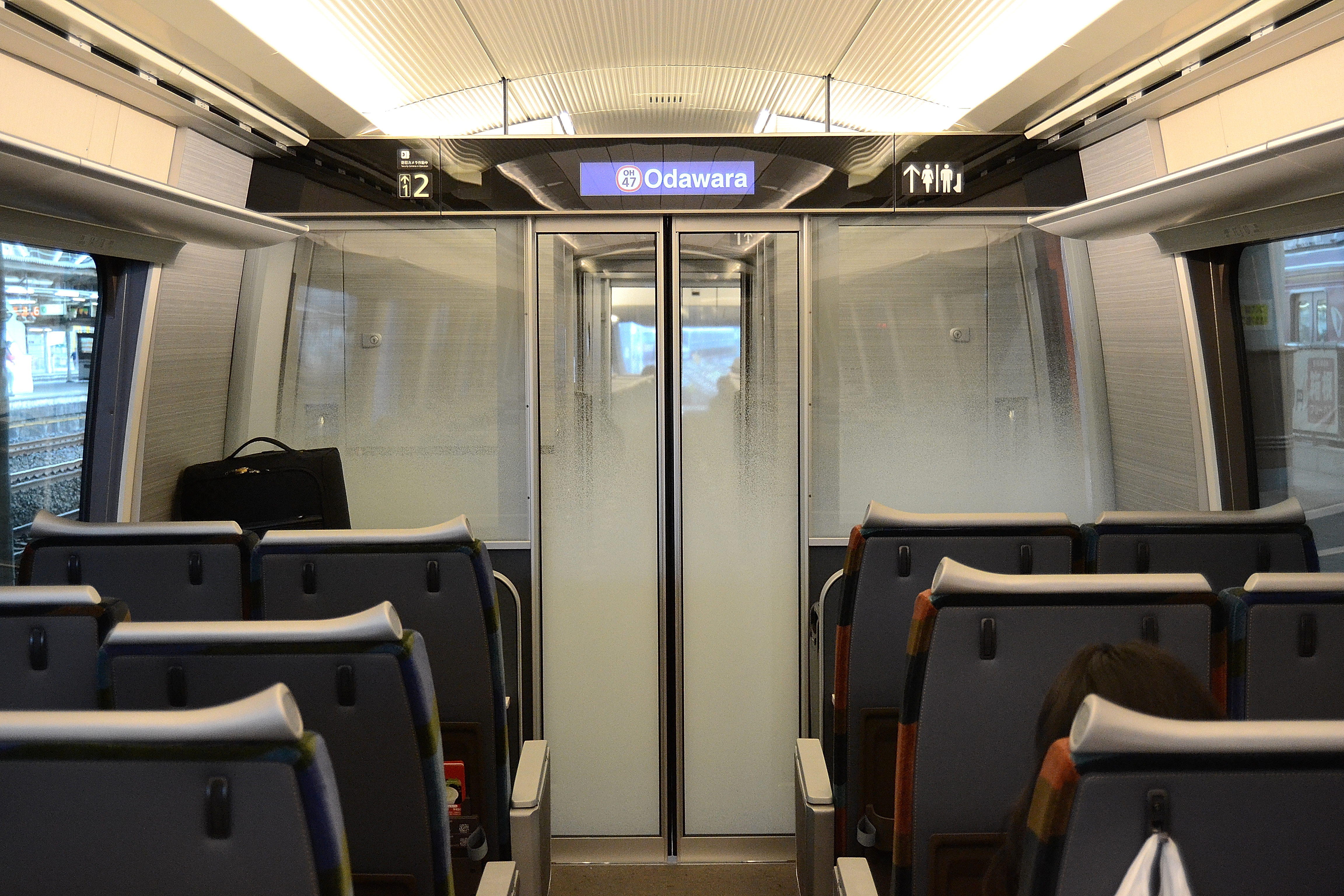
客室と出入口デッキの間にある仕切りのガラス
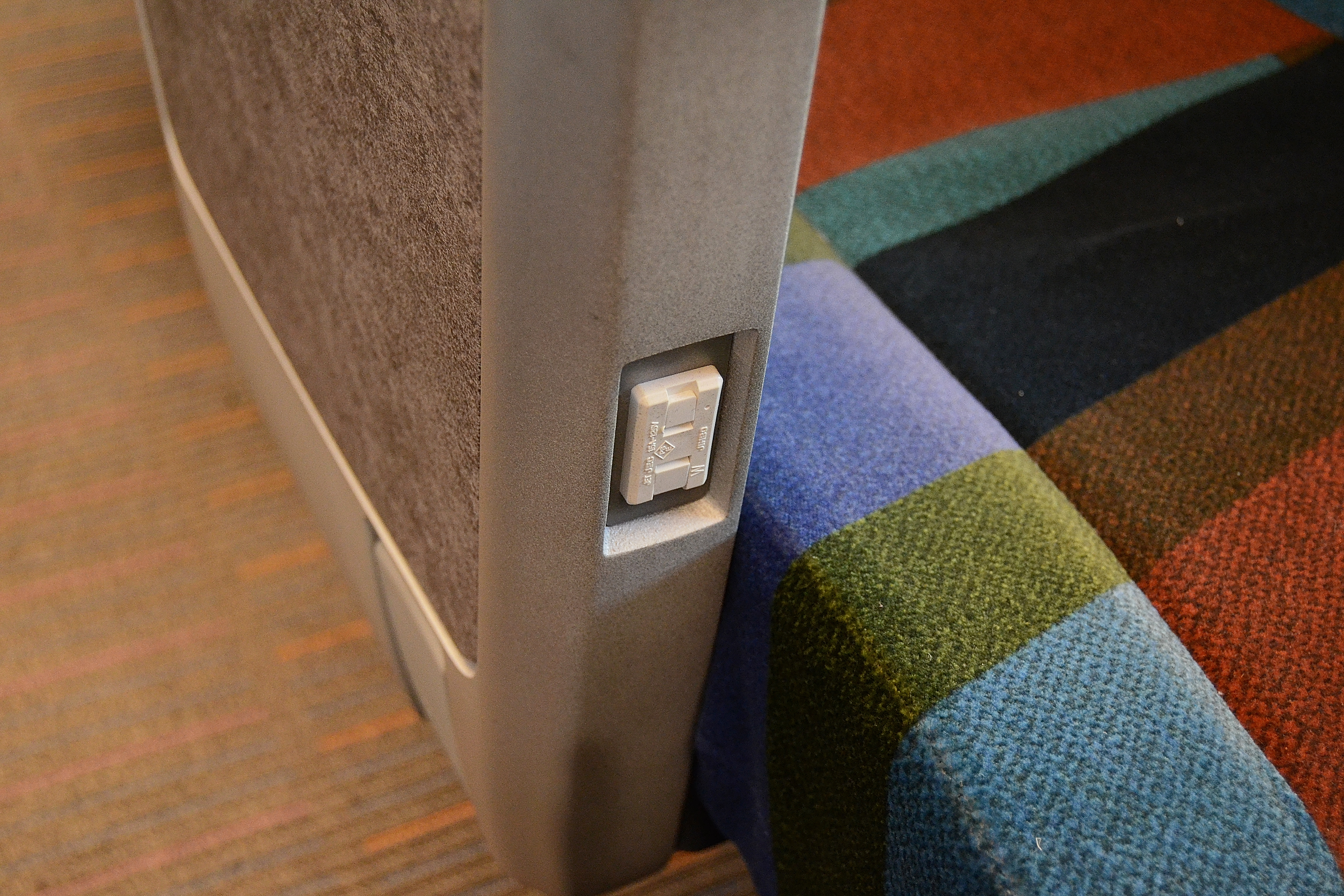
座席の肘掛下にあるAC100Vのコンセント

### 乗務員室

#### 運転席

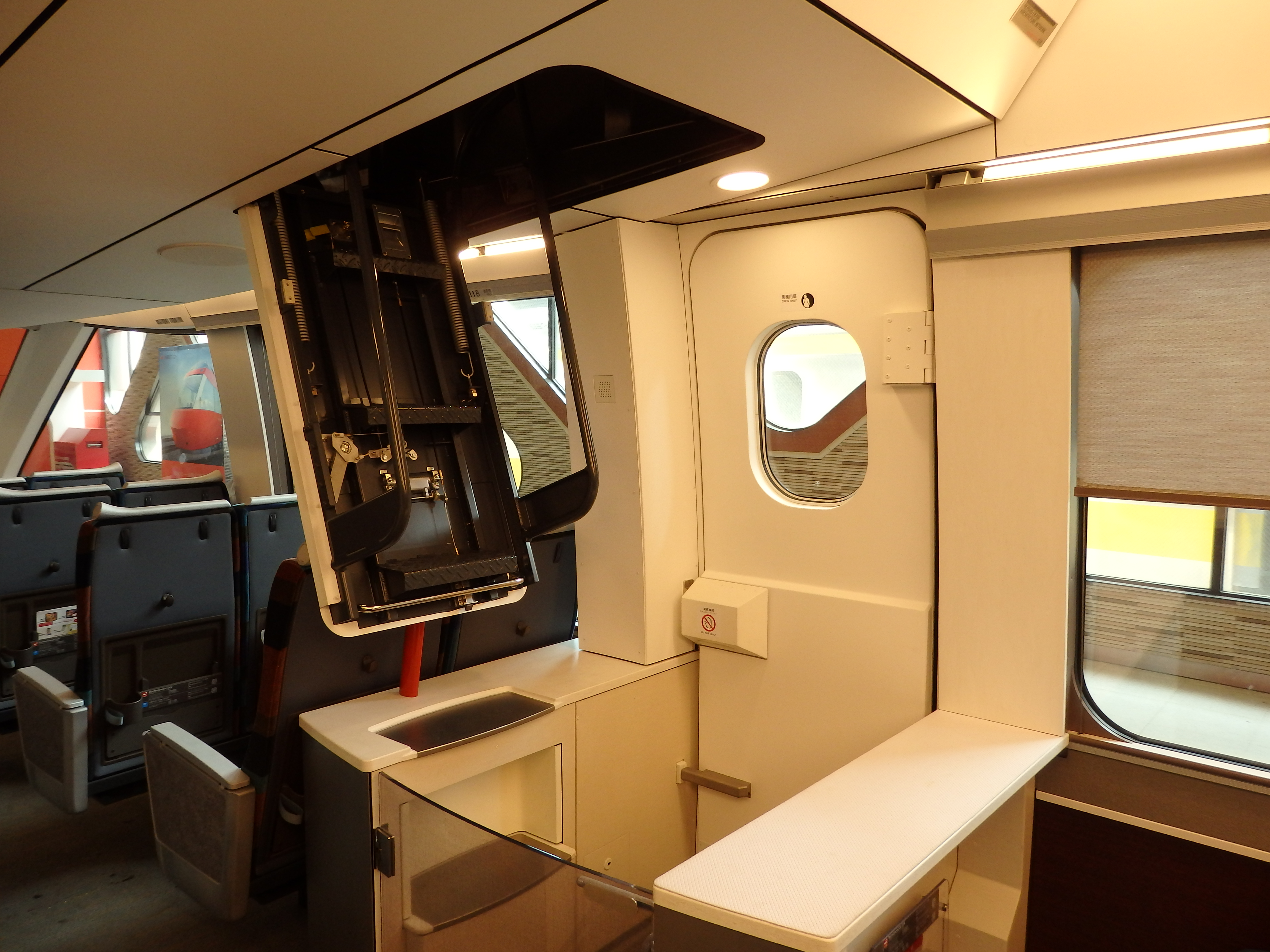
車内側寄りに設置された運転室への昇降用のはしご

限られた空間の中で視認性と操作性を考えた機器配置とし、乗務員の身長差（150 cmから190 cmまで）を考慮して、乗務員の協力を得て着席ポジションを調査して設計に反映させることで高い居住性を確保している。主幹制御器は形状やハンドルの位置を工夫した専用デザインの左手操作式のワンハンドルマスコンで操作性向上が図られており、位置検知にロータリエンコーダを採用して無接点化を図っており、制御部は60000形「MSE」と同様である（東芝インフラシステムズ製）。ハンドルポジションは手前から「P4 - P1」「切」「抑速」「B1 - B7」「非常」で、運転士異常時での列車停止装置は、力行位置で手を離した時に切またはブレーキ位置に移動するオートリターン機能を設けたEB装置を採用している。また、15 km/h以上でワンハンドルマスコンを4ノッチから2ノッチに移動させることで定速運転ができる仕様である。TIOSの表示器は従来の正方形タイプから横長タイプへ変更して高さを抑えており、正面向かって左側から「メータ画面」「車両情報画面」「スイッチ画面」の3面構成とし、メータ画面は速度と空気圧力値がデジタル表示であってもアナログ表示器と同様の感覚で確認ができるデザインとし、スイッチ画面は運転士が使用するスイッチ類と運転室専用空調スイッチを集約している。
運転室前方の前面ガラスの電動ワイパーは、小田急電鉄としては初めて予備ワイパーを設置している。
運転室への昇降用のはしごは、乗客の動きを塞ぐことなく昇降できるように車内側寄りに設置され、展開・収納は手動式としている。また、展開時の安全確認のため、はしごの下を映すカメラとモニタ、注意喚起放送装置を設けている。

#### 車掌室
50000形「VSE」と同じく先頭車連結方妻面側に中央通路を挟んで2つあり、TIOS画面など主要な機器を配備した車掌室を第一車掌室としている。

### 主要機器

#### 列車情報管理装置 (TIOS)
基幹伝送路にラダー形伝送システムを採用し、主要な機器の間を伝送路を二重化することで、片系が故障してももう片方健全側で伝送を確保することで運行障害の低減が図られるシステムとなっている。車両間伝送速度は10 Mbpsであり、車両管理と制御データを速やかに送受信することできめ細かい制御や監視を可能にしている。車両案内表示器などのサービス機器との伝送では、従来はRS485伝送が使用されていたが、これをイーサネット伝送とすることで大容量通信が可能とした。なお、TIOSの表示器は先頭車の2階運転席と妻面側にある第一車掌室に設置されている。伝送ケーブルなどは、ドイツ・ハーティング製のギガビットイーサネットシステムが採用されている。

#### 制御装置
小田急の特急用車両では伝統的に東芝（現在は子会社の東芝インフラシステムズが製作）製の主制御器が採用されてきたが、本系列は例外で通勤車両で実績のある三菱電機製である。定格3300VのフルSiC-MOSFET素子適用パワーモジュールを用いたPGセンサレスベクトル制御の2レベルVVVFインバータ制御装置を採用し、回生ブレーキ領域を拡大することで省エネルギーを図っている。1台の制御装置に主電動機の4台並列接続を1ユニットとし、これを2ユニット並列接続した1C8M構成としている。また、故障の際にはユニットごと（4台の主電動機）を切り離すことが可能である。箱根登山鉄道線内では、沿線の変電所容量による制約があり最大使用電流を制限する必要があるため、TIOSでのスイッチ操作により加速度性能を切り替える機能をもっている。

#### 主電動機
出力190kWの全密閉外扇式三相かご形誘導電動機を採用し、低騒音化や冷却構造を冷却効率を向上させた低ロス設計とすることで大幅な重量低減を実現している。

#### 制動装置
電空協調、全電気指令、電気演算、回生優先空制補足方式としている。これは、各車に搭載されたブレーキ制御器から各車の台車の空気ばね圧信号をTIOSに伝送して、TIOSはこれを基に必要なブレーキ力と空制減算指令をブレーキ制御器に送り返し伝送して、ブレーキ制御器はこれを基に電空演算を行い、空気ブレーキ（空制ブレーキ）のブレーキシリンダー圧（BC圧）の制御を行うものであり、常用ブレーキ時にはTIOSにより編成ブレーキ制御を行い、電動車の回生ブレーキを最大限に優先させ、余った分は付随車の空気ブレーキを使用するが、それでも不足する場合には、電動車の空気ブレーキを補足使用する電動車優先遅れ込め制御を行う。また、ブレーキ制御器は監視機能を有しており、ブレーキ不足監視、ブレーキ不緩解監視、元空気タンク管監視機能を行う。
すべての車両に滑走防止制御装置を搭載し、編成全体で空気ブレーキによる車輪の滑走を抑制する編成滑走制御を行い、電動車でのVVVFインバータ制御装置での回生ブレーキによる車輪の滑走を抑制する回生ブレーキ滑走制御との協調を行う電空協調滑走制御を導入している。
回生ブレーキ時において回生電力が余剰となった場合には、規定のタイミング前でも余剰分を積極的に編成内の電動空気圧縮機や出入口デッキ部のヒーターなどの負荷に使用することで回生失効を防止する機器間連携制御を導入している。

#### 補助電源装置
IGBT素子を使用した東芝インフラシステムズ製の静止形3レベルインバータであり、出力は交流440V, 260kVA (60Hz) である。パワーユニット部と制御部を2回路搭載しており、片系が故障した場合にはもう片系に切り替えて電源を供給する待機二重系方式としており、故障率が低い入力部の高速度遮断器と出力フィルターは1回路化している。また、本車は床下に床下覆いを装着しているため、走行中の走行風による冷却が期待できないためファンユニットを装備しており、補助電源装置の負荷が一定値を超えた場合のみファンが作動する仕組みとなっている。

#### 電動空気圧縮機
3台のオイルフリースクロール式圧縮機を1ユニット（1台 385 NL/minを3台）として構成されたマルチコンプレッサシステムを採用しており、圧縮機出口の吐出量は1155 NL/min（ノルマルリットル）である。スクロール式のため低騒音と低振動を実現している。

#### 冷房装置
出力23.26 kw (20000 kcal/h) のCU-7330形を屋根上に2台搭載しており、先頭車は2階の運転席用に出力4.07kw(5000kcal/h)のCU-7331形を別に1台搭載している。三菱電機が本形式用に設計・製造したものである。

### 台車
軸箱支持装置を荷重変動による上下変位があっても台車の車軸距離が変化しないように、軸ばね内の円筒積層ゴムと軸箱横の円筒積層ゴムを段違い並列に配置するタンデム式としたボルスタレス台車を採用している。形式は電動台車がNS-101形、付属台車は先頭車の前位台車と後位台車がそれぞれNS-101TA形とNS-101TB形、中間車の付随車がNS-101T形としており、車輪直径は電動台車は860 mm、付属台車は810 mmである。
台車の側梁と横梁を一体プレス式とすることで、従来の台車と比べて溶接長が約30％削減しており、検修での省力化が図られている。また、空気ばねと補助空気室との間に周波数感応型の空気ばね可変絞りを設けた構造により乗り心地向上を図っている。駆動装置は低騒音形の平行カルダン式でWNカップリング継手（WN継手）を採用したWN駆動方式である。また、基礎ブレーキ（空気ブレーキ）は片押し式のユニットブレーキを装備しているが、付属台車はさらにディスクブレーキを装備している。

## 運用
平日・土休日ダイヤ共に「展望席のある特急ロマンスカー」としての運用となっており、他ロマンスカーのように本形式についても運行ダイヤが公表される。2024年ダイヤでは、江ノ島線での運用は平日ダイヤのえのしま2号（片瀬江ノ島19:57発、新宿21:06着）と、その列車の送り込みであるホームウェイ81号（新宿18:15発、片瀬江ノ島19:30着）の1往復のみの運行だが、2025年ダイヤでは江ノ島線を走る定期列車の設定がなくなる。
当系列はEXE車やMSE車の10両編成578席より、座席数が少ないため、乗客数が多い時間帯には使用されない。金曜の午後や、土日の午前の乗客が集まる時間帯には、EXE車が使用される。
土日朝9時00分新宿発のスーパーはこね1号も以前はGSE車が使用されていたが、乗客の多さゆえEXE車が使用される。
2018年5月3日 - 5日の早朝には臨時特急「あしがら号」として、新宿 - 箱根湯本間での運行に使用された。なお、あしがら号自体は、かつて1950年から1999年7月まで運行されていた（詳細は「はこね (列車)」を参照）。
なお東京メトロ千代田線直通列車や東海旅客鉄道（JR東海）御殿場線直通列車には使用されない。
また、LSE車とは運行開始から2018年（平成30年）7月10日の運用終了まで共通運用されていた。